# 安艺阿贺站
安藝阿賀站（日语：／ Akiaga eki */?）是一個位於廣島縣吳市阿賀中央六丁目、屬於西日本旅客鐵道（JR西日本）吳線的鐵路車站。

## 車站結構
對向式月台2面2線，可進行列車交會的地面車站。2006年7月站舍改建為跨站式，舊站舍解體。

### 月台配置
| 月台 | 路線 | 方向 | 目的地       |
| ---- | ---- | ---- | ------------ |
| 1    | 吳線 | 上行 | 廣、三原方向 |
| 2    | 吳線 | 下行 | 吳、廣島方向 |

## 相鄰車站
西日本旅客鐵道
 吳線
■快速「通勤Liner」、■快速「安藝路Liner」、■普通
新廣－安藝阿賀－吳